# Walter Robertson Agee
Walter Robertson Agee (* 25. Juni 1905 in Silver City, New Mexico; † 16. Januar 1980 in San Antonio, Texas) war ein US-amerikanischer Generalmajor der US Air Force.

## Leben

### Militärische Ausbildung und Zweiter Weltkrieg
Agee, Sohn von Sam W. Agee und dessen Ehefrau Gertrude R. Robertson Agee, absolvierte nach dem Schulbesuch eine Offiziersausbildung und wurde danach 1928 Offizier im Heeresluftwaffenkorps USAAC (US Army Air Corps). Am 11. Januar 1939 wurde er Kommandeur (Commanding Officer) der 31. Bomberstaffel (31st Bombardment Squadron) und absolvierte im Anschluss von April bis Juni 1940 die Taktikschule (Air Corps Tactical School), woraufhin er zwischen dem 1. Juli 1940 und dem 15. März 1941 Versorgungsoffizier (S-4) der 7. Bombergruppe (7th Bombardment Group) war. Anschließend fungierte er vom 16. März bis zum 12. Oktober 1941 als Verwaltungsoffizier des 20. Bombergeschwader (20th Bombardment Wing) und daraufhin zwischen dem 13. Oktober 1941 und dem 7. Juni 1942 als Assistent des Chefs des Stabes für Operation und Ausbildung (S-3) des 2. Bomberkommandos (2nd Bomber Command), wo er am 1. Februar 1942 zum Oberstleutnant (Lieutenant-Colonel) der nunmehrigen Heeresluftwaffe USAAF (US Army Air Forces)  befördert wurde.
Danach war Agee vom 1. Juli bis 6. November 1942 Assistent des Chefs des Stabes für Operation und Ausbildung (S-3) der 2. Luftflotte (Second Air Force) sowie daraufhin stellvertretender Chef des Stabes der Second Air Force, ehe er zwischen dem 14. Mai und dem 26. Oktober 1943 Kommandeur des 16. Operativen Bomberausbildungsgeschwaders (16th Bombardment Operational Training Wing) war. Danach kehrte er kurzzeitig als Leiter der taktischen Inspektion zur 2. Luftflotte zurück und fungierte im Anschluss nach seiner Beförderung zum Oberst (Colonel) am 3. Januar 1944 bis zum 26. Juli 1944 als Luftinspekteur der 3. Luftflotte (3rd Air Force). Zuletzt war er zwischen dem 27. Juli 1944 und dem 31. Juli 1945 Kommandeur des 89. Kampfbesatzungsausbildungsgeschwaders (89th Combat Crew Training Wing).

### Nachkriegszeit und Aufstieg zum Generalmajor
Nach dem Ende des Zweiten Weltkrieges wurde Agee am 16. Juni 1945 zum Brigadegeneral (Brigadier-General) befördert und fungierte von August bis zum 18. Oktober 1945 zunächst als Assistent des Chefs des Stabes für Operationen und Ausbildung (A-3) sowie anschließend vom 19. Oktober bis zum 6. Dezember 1945 als stellvertretender Chef des Stabes der Strategischen Heeresluftverbände im Pazifik (US Army Strategic Air Forces Pacific). Daraufhin war er stellvertretender Chef des Stabes des daraus hervorgegangenen Heeresluftwaffenkommandos Pazifik (US Army Pacific Air Command) sowie zwischen dem 19. Januar 1946 und dem 9. Oktober 1947 Chef des Stabes der 5. Luftflotte (Fifth Air Force). Am 10. Oktober 1947 wechselte er in die Nachrichtendienstabteilung im Büro des Assistenten des Chefs des Luftwaffenstabes für Nachrichtendienste (A-2) und war dort bis zum 14. Mai 1948 zunächst Referatsleiter für Spionageabwehr sowie anschließend vom 15. Mai 1948 bis zum 19. März 1950 Referatsleiter für Anforderung an die Luftwaffennachrichtendienste, ehe er zuletzt Leiter des Referats für Informationssammlung war.
Nach dieser mehrjährigen Stabstätigkeit übernahm Brigadegeneral Agee am 20. Januar 1951 wieder einen Kommandeursposten, und zwar bis zum 1. Oktober 1952 als Kommandeur des 39. Luftdepotgeschwaders (39th Air Depot Wing). Danach war er zwischen Oktober 1952 und März 1953 stellvertretender Kommandierender General des Luftkommandos Alaska AAC (Alaskan Air Command), deren kommissarischer Kommandierender General er von November bis Februar 1952 war. Im Anschluss fungierte er von März bis August 1953 als Sonderassistent des Kommandeurs der Technischen Ausbildungsverbände (Technical Training Air Force) sowie zwischen August 1953 und August 1955 als Kommandeur des 320. Technischen Ausbildungsgeschwaders (320th Technical Training Wing), ehe er von August 1955 bis Januar 1956 stellvertretender Kommandierender General der Zivilen Luftpatrouille CAP (Civil Air Patrol) der US Air Force war.
Zuletzt übernahm Agee im Januar 1956 selbst den Posten als Kommandierender General der Civil Air Patrol und bekleidete diesen bis zu seiner Versetzung in den Ruhestand am 30. April 1959. In dieser Verwendung wurde er am 2. Februar 1956 auch zum Generalmajor (Major-General) befördert und erhielt für seine dortigen Verdienste 1959 den Legion of Merit.
Sein jüngerer Bruder Sam Wilkerson Agee war ebenfalls Generalmajor der US Air Force.